# Nadejda Petrovna av Ryssland
Nadejda Petrovna av Ryssland, född 1898, död 1988, var en rysk furstinna. Hon var dotter till storfurst Peter Nikolajevitj, sonson till tsar Nikolaj I av Ryssland. 
Hon tillhörde de 44 medlemmar av tsarfamiljen som evakuerades från Krim med änketsaritsan Maria Fjodorovna på det brittiska skeppet HMS Marlborough i april 1919. 